# NIK Központi Autótervező Iroda
Az AUTÓKUT fejlődés történetében az alapok megteremtését és a kibontakozását jelentette ennek a műszaki irodának a létrehozása. Vezetői meghatározóan azon szakemberek voltak, akik később a Járműfejlesztési Intézet létrehozásában is meghatározó és vezető szerepet vittek.

## NIK Központi Autótervező Iroda
A Nehézipari Központ (NIK) vezetősége a nagyüzemi egységes autógyártás megvalósítása érdekében licenctárgyalásokat kezdett egy korszerűbb, a hazai igényeknek és az akkori üzemeltetési körülményeknek megfelelő 3,5t hasznos teherbírású gépjármű és motor licencia megvétele. Az osztrák Steyr-gyár D-380 típusát találták legalkalmasabbnak arra, hogy az egységes magyar közúti tehergépkocsi-gyártás alapját képezze.
Ugyancsak a tervbe vett 5t hasznos teherbírású gépjárművekhez -főként autóbuszokhoz- szükség volt egy legalább 120...125 LE teljesítményű dízel-motorra is, amelyet a Steyr-gyár a licenc-megállapodások alapján a négyhengeres tehergépkocsi-motorral egységes családelv szerint meg is tervezett, elkészített és kipróbált.
Mivel a licenc-típuson kívül az említett honvédségi igények kielégítésére alkalmas járművekre is szükség volt, a NIK vezetősége a licenc tárgyalásokkal szinte egy időben úgy döntött, hogy felállít egy NIK Autótervező Irodát, amely a licenc szerinti gyártástól függetlenül a támasztott igényeknek megfelelő egyéb korszerű és különleges gépjárművek megtervezésével is foglalkozik.
A NIK a tervezőiroda megszervezésével Winkler Dezső főmérnököt bízta meg, akit Győrből a Magyar Vagon- és Gépgyárból rendelt fel Budapestre. Ez a tervező iroda 1948 októberében kezdte meg működését az autógyárak és egyéb szakmai munkaterületek régi tapasztalt autós szakembereinek bevonásával, helyileg először a MÁVAG-ban, később a MOM egyik épületében.
Első feladatként két rajszállító gépkocsi prototípusának megtervezésére és a legyártásának irányítására kapott megbízást a Nehézipari Minisztériumtól.

## A NIK-Steyr Iroda
A licencjog megszerzésével kapcsolatos tárgyalásokat a NIK illetékes főosztályai folytatták. A tárgyalások előrehaladása folyamán a kifejezetten gépjárműves műszaki munkák mennyisége annyira megnövekedett, hogy azok elvégzésére szükséges volt egy összefogó szervet létesíteni. Ezt a szervet a NIK a saját keretén belül NIK-Steyr Iroda néven hozta létre 1948 őszén. Az Iroda fő feladata az egységes hazai gépjárműgyártás megszervezése és az ezzel kapcsolatos sokrétű műszaki teendők ellátása volt.
A NIK-Steyr Iroda ezeket a teendőket 1949 januárjától 1950 februárjáig látta el, a NIK Központi Autószerkesztéssel és a gyártásra kijelölt vállalatokkal szorosan együttműködve. Amikor a gyártásban kooperáló vállalatok, a gyártás előkészítésében kellően előre haladtak, a Steyr Iroda munkakörének vállalati jellegű funkcióit a vállalatok, illetve  a fővállalkozó Csepel Autógyár vette át. A megmaradt fejlesztési feladatok egy fejlesztési kutatóintézet műszaki osztályának feladatkörét képezték.
Miután a NIK 130 rajszállító terepjáró tehergépkocsi prototípusai a NIK Központi Autószerkesztés által készített főtervek és részletrajzok alapján a Magyar Vagon- és Gépgyár győri autógyárában és az Ikarus-gyárban e1készültek, a felettes hatóságok és a kormányzat illetékesei elhatározták, hogy a NIK Központi Autószerkesztést, egyesítve a NIK-Steyr Irodával, önállósítják a hazai gépjárműipar gyártmányfejlesztési feladatainak megoldására.
Ilyen módon alakult meg a Népgazdasági Tanács határozata alapján a Járműfejlesztési Intézet, a Budapesti Törvényszék, mint cégbíróság 2548/1950. számú végzése szerint, 1950. február 18-i hatállyal.

## A NIK Iroda által tervezett és megvalósított járművek
|                                               |                                             |                                 |
| Csepel NIK 130. típusú rajszállító és vontató | Csepel NIK 300. típusú teherautó és vontató | Csepel NIK 500 típusú teherautó |